# Wereldkampioenschappen veldrijden 2017
De wereldkampioenschappen veldrijden 2017 werden gehouden op 28 en 29 januari 2017 in het Luxemburgse Bieles. Het was de vijfde keer dat de wereldkampioenschappen plaatsvonden in Luxemburg, maar de voorlaatste editie dateerde van 50 jaar ervoor, de wereldkampioenschappen van 1968.
Europees kampioen Toon Aerts was afwezig op het wereldkampioenschap, doordat hij twee weken voor het toernooi tijdens de wereldbekerwedstrijd in Fiuggi tijdens een val tegen een boom botste en zijn sleutelbeen en schouderblad brak. In de weken voor de wedstrijd was er ook een rel omtrent de medewerking van Adrie van der Poel, vader van deelnemer Mathieu van der Poel, aan de opbouw van het parcours. De UCI verklaarde zich daarop expliciet verantwoordelijk voor het parcours.
Bij de vrouwen kon Thalita de Jong haar titel niet verdedigen. Een week voor het wereldkampioenschap scheurde ze een spier in haar bovenbeen tijdens de wereldbekercross in Hoogerheide.
Bij de elite mannen verdedigde Wout van Aert met succes zijn wereldtitel. De wedstrijd werd echter ontsierd door talloze lekke banden en andere materiaalpech. Onder meer Tom Meeusen werd daarvan het slachtoffer door een kaderbreuk kort na de start.

## Uitslagen

### Mannen, elite
| Plaats        | Renner                   | Land             | Tijd     |
| ------------- | ------------------------ | ---------------- | -------- |
| Regenboogtrui | Wout van Aert            | België           | 1.02'08" |
| Zilver        | Mathieu van der Poel     | Nederland        | + 44"    |
| Brons         | Kevin Pauwels            | België           | + 2'09"  |
| 4.            | Lars van der Haar        | Nederland        | + 2'52"  |
| 5.            | Corné van Kessel         | Nederland        | + 3'09"  |
| 6.            | Laurens Sweeck           | België           | + 3'29"  |
| 7.            | Michael Boroš            | Tsjechië         | + 3'47"  |
| 8.            | Gianni Vermeersch        | België           | + 4'02"  |
| 9.            | Simon Zahner             | Zwitserland      | + 4'08"  |
| 10.           | Sascha Weber             | Duitsland        | + 4'29"  |
| 11.           | Jan Nesvadba             | Tsjechië         | + 4'50"  |
| 12.           | Tim Merlier              | België           | + 5'07"  |
| 13.           | Philipp Walsleben        | Duitsland        | + 5'07"  |
| 14.           | Severin Sägesser         | Zwitserland      | + 5'18"  |
| 15.           | Nicola Rohrbach          | Zwitserland      | + 5'28"  |
| 16.           | Javier Ruiz de Larrinaga | Spanje           | + 5'35"  |
| 17.           | Michael Vanthourenhout   | België           | + 5'40"  |
| 18.           | Stephen Hyde             | Verenigde Staten | + 5'41"  |
| 19.           | Julien Taramarcaz        | Zwitserland      | + 5'57"  |
| 20.           | Luca Braidot             | Italië           | + 6'05"  |

### Mannen, beloften
| Plaats        | Renner            | Land       | Tijd   |
| ------------- | ----------------- | ---------- | ------ |
| Regenboogtrui | Joris Nieuwenhuis | Nederland  | 53'58" |
| Zilver        | Felipe Orts       | Spanje     | +1'23" |
| Brons         | Sieben Wouters    | Nederland  | +1'29" |
| 4.            | Thijs Aerts       | België     | +1'34" |
| 5.            | Nicolas Cleppe    | België     | +1'38" |
| 6.            | Joshua Dubau      | Frankrijk  | +1'56" |
| 7.            | Gioele Bertolini  | Italië     | +2'03" |
| 8.            | Simon Andreassen  | Denemarken | +2'28" |
| 9.            | Quinten Hermans   | België     | +2'30" |
| 10.           | Kelvin Bakx       | Nederland  | z.t.   |

### Jongens, junioren
| Plaats        | Renner            | Land                | Tijd   |
| ------------- | ----------------- | ------------------- | ------ |
| Regenboogtrui | Tom Pidcock       | Verenigd Koninkrijk | 41'24" |
| Zilver        | Dan Tulett        | Verenigd Koninkrijk | +0'38" |
| Brons         | Ben Turner        | Verenigd Koninkrijk | +0'44" |
| 4.            | Loris Rouiller    | Zwitserland         | +0'52" |
| 5.            | Antoine Benoist   | Frankrijk           | +1'23" |
| 6.            | Jelle Camps       | België              | +1'37" |
| 7.            | Timo Kielich      | België              | +1'55" |
| 8.            | Toon Vandebosch   | België              | +1'56" |
| 9.            | Denzel Stephenson | Verenigde Staten    | +2'07" |
| 10.           | Niklas Markl      | Duitsland           | +2'10" |

### Vrouwen, elite
| Plaats        | Renster           | Land                | Tijd    |
| ------------- | ----------------- | ------------------- | ------- |
| Regenboogtrui | Sanne Cant        | België              | 43'06"  |
| Zilver        | Marianne Vos      | Nederland           | + 0'01" |
| Brons         | Kateřina Nash     | Tsjechië            | + 0'21" |
| 4.            | Lucinda Brand     | Nederland           | + 0'21" |
| 5.            | Maghalie Rochette | Canada              | + 0'36" |
| 6.            | Eva Lechner       | Italië              | + 0'53" |
| 7.            | Christine Majerus | Luxemburg           | + 1'21" |
| 8.            | Ellen Van Loy     | België              | + 1'25" |
| 9.            | Nikki Brammeier   | Verenigd Koninkrijk | + 1'31" |
| 10.           | Kaitlin Antonneau | Verenigde Staten    | + 1'46" |

### Vrouwen, beloften
| Plaats        | Renster                    | Land                | Tijd    |
| ------------- | -------------------------- | ------------------- | ------- |
| Regenboogtrui | Annemarie Worst            | Nederland           | 43'47"  |
| Zilver        | Ellen Noble                | Verenigde Staten    | + 0'10" |
| Brons         | Evie Richards              | Verenigd Koninkrijk | + 0'26" |
| 4.            | Laura Verdonschot          | België              | + 1'08" |
| 5.            | Manon Bakker               | Nederland           | + 1'41" |
| 6.            | Nikola Nosková             | Tsjechië            | + 1'44" |
| 7.            | Ceylin del Carmen Alvarado | Nederland           | + 2'17" |
| 8.            | Emma White                 | Verenigde Staten    | + 2'37" |
| 9.            | Malene Degn                | Denemarken          | + 2'45" |
| 10.           | Inge van der Heijden       | Nederland           | + 2'57" |

## Medaillespiegel
| Plaats | Land                | Goud | Zilver | Brons | Totaal |
| 1      | Nederland           | 2    | 2      | 1     | 5      |
| 2      | België              | 2    | 0      | 1     | 3      |
| 3      | Verenigd Koninkrijk | 1    | 1      | 2     | 4      |
| 4      | Spanje              | 0    | 1      | 0     | 1      |
| 4      | Verenigde Staten    | 0    | 1      | 0     | 1      |
| 6      | Tsjechië            | 0    | 0      | 1     | 1      |
| Totaal | Totaal              | 5    | 5      | 5     | 15     |

## Organisatie

### Tv-uitzending en media
Het WK werd uitgezonden in 66 landen. 
| Categorie     | Kijkcijfers | Marktaandeel |
| ------------- | ----------- | ------------ |
| Mannen elite  | 1.286.178   | 75,8%        |
| Vrouwen elite | 570.102     | 62,9%        |
| Totaal        | 1.856.280   |              |

|                                                | Aantal |
| ---------------------------------------------- | ------ |
| Media (schrijvende pers, fotografen, digitaal) | 197    |
| TV, radio, video                               | 236    |
| Totaal                                         | 433    |

Kampioenschappen:  Wereldkampioenschappen ·
 Europese kampioenschappen ·
 Belgische kampioenschappen ·
 Nederlandse kampioenschappen
Klassementen:  Wereldbeker ·
 Superprestige ·
 DVV Verzekeringen/IJsboerke Trofee ·
 EKZ CrossTour ·
 TOI TOI Cup ·
 National Trophy Series ·
 Coupe de France ·
 Copa de España ·
 New England Series
Overig:  Brico Cross ·
 Soudal Classics
1950 · 
1951 · 
1952 · 
1953 · 
1954 · 
1955 · 
1956 · 
1957 · 
1958 · 
1959 · 
1960 · 
1961 · 
1962 · 
1963 · 
1964 · 
1965 · 
1966 · 
1967 · 
1968 · 
1969 · 
1970 · 
1971 · 
1972 · 
1973 · 
1974 · 
1975 · 
1976 · 
1977 · 
1978 · 
1979 · 
1980 · 
1981 · 
1982 · 
1983 · 
1984 · 
1985 · 
1986 · 
1987 · 
1988 · 
1989 · 
1990 · 
1991 · 
1992 · 
1993 · 
1994 · 
1995 · 
1996 · 
1997 · 
1998 · 
1999 · 
2000 · 
2001 · 
2002 · 
2003 · 
2004 · 
2005 · 
2006 · 
2007 · 
2008 · 
2009 · 
2010 · 
2011 · 
2012 · 
2013 · 
2014 · 
2015 · 
2016 · 
2017 · 
2018 · 
2019 ·
2020 ·
2021 ·
2022 ·
2023 ·
2024 ·
2025

Categorieën

Mannen elite · 
vrouwen elite · 
mannen beloften · 
vrouwen beloften · 
jongens junioren · 
meisjes junioren · 
gemengde estafette

Voormalig:
mannen amateurs